# Parramatta FC
Parramatta FC (założony jako Melita Eagles) – australijski, półprofesjonalny klub piłkarski z siedzibą w Chester Hill.  Założony w 1956 roku jako Melita Eagles; w latach 1984 i 1989–1995 uczestniczył w rozgrywkach National Soccer League (NSL). Obecnie występuje w lidze National Premier Leagues NSW 2.

## Historia
Klub został założony w 1956 roku jako Melita Eagles przez maltańskich imigrantów po fuzji dwóch zespołów Malta Eagles (założony w 1952 roku) oraz Melita Soccer Club (założony w 1955 roku). W styczniu 1957 roku Melita Eagles przystąpiła do NSW Soccer Federation i rozpoczęła rozgrywki w  NSW Division Two. W latach 60., 70. i 80. XX wieku klub występował w rozgrywkach NSW Division Two (1957–1966 i 1971–1977) oraz NSW Division One (1967–1970 i 1978–1983).

### National Soccer League
W 1984 roku Melitta Eagles przystąpiła do rozgrywek National Soccer League. Debiut w najwyżej lidze nastąpił w dniu 4 marca 1984 roku w domowym spotkaniu przeciwko Sydney Croatia. Spotkanie zakończyło się porażką gospodarzy w stosunku 1:2. Po pierwszym sezonie w NSL klub spadł do ligi NSW Division One, w której grał w latach 1985–1989. Od sezonu 1989/1990 klub powrócił do rozgrywek NSL, w których występował do sezonu 1994/1995. Melitta Eagles (w latach 90. XX wieku klub występował pod nazwą Parramatta Eagles) dwukrotnie awansowała do serii finałowej rozgrywek NSL w sezonach 1990/1991 i 1992/1993 kończąc swój udział w tej fazie rozgrywek na rundzie eliminacyjnej.

#### Melita Eagles w poszczególnych sezonach NSL
Źródło: aus.worldfootball.net
| Sezon     | Miejsce    | Mecze | Wygrane | Zremisowane | Przegrane | Bramki  | Punkty | Seria finałowa     |
| --------- | ---------- | ----- | ------- | ----------- | --------- | ------- | ------ | ------------------ |
| 1984      | 11         | 28    | 8       | 8           | 12        | 23–38   | 24     | brak awansu        |
| 1989/1990 | 8          | 26    | 10      | 6           | 10        | 31–31   | 26     | brak awansu        |
| 1990/1991 | 5          | 26    | 10      | 9           | 7         | 38–31   | 29     | runda eliminacyjna |
| 1991/1992 | 10         | 26    | 6       | 11          | 9         | 24–24   | 23     | brak awansu        |
| 1992/1993 | 6          | 26    | 11      | 6           | 9         | 39–41   | 39     | runda eliminacyjna |
| 1993/1994 | 10         | 26    | 8       | 9           | 9         | 27–29   | 33     | brak awansu        |
| 1994/1995 | 12         | 24    | 7       | 3           | 14        | 25–34   | 33     | brak awansu        |
|           | Bilans NSL | 182   | 60      | 52          | 70        | 207–228 | 207    |                    |

### Od 1996 roku
Po spadku z NSL, klub rozpoczął zmagania w lidze stanowej NSW Super League. W 2006 roku klub został zdegradowany z powodu niegospodarności w klubie. Ze wsparciem Police & Citizen Youth Clubs, Melitta Eagles została przekształcona w PCYC Parramatta Eagles i od 2007 roku rozpoczęła zmagania w New South Wales Super League i w Super Youth Leagu. Obecna nazwa Parramatta FC obowiązuje od 2011 roku.

## Sukcesy[2]
- Mistrzostwo w NSW Division Two (2): 1961, 1977;
- Mistrzostwo w NSW Division One (3): 1985, 1988, 1989;
- Mistrzostwo w NSW Super League (2): 1996, 1997;
- Mistrzostwo w NSW Premier League (1): 2002;
- Zwycięzca w NSL Cup (2): 1991, 1994.